# گوست داگ: سلوک سامورایی
گوست داگ: سلوک سامورایی (به انگلیسی: Ghost Dog: The Way of the Samurai) فیلمی به کارگردانی و نویسندگی جیم جارموش و بازی فارست ویتاکر محصول سال ۱۹۹۹ است. داستان فیلم در مورد قاتلی حرفه‌ای است که سبک زندگی و دیدگاهی خاص دارد.

## خلاصه داستان
گوست داگ آدم‌کشی حرفه ایست که زندگی‌ش را بر پایه اصول هاگاکوره، راهنمای عملی و معنوی جنگجویان سامورایی، تنظیم می‌کند. او گهگاه به دستور لویی، یک عضو قدیم گروه‌های مافیایی که زمانی جان گوست داگ را نجات داده، آدم می‌کشد. گوست داگ خود را مدیون لویی و او را استاد خودش می‌داند و تحت آموزه‌های هاگاکوره از او تبعیت می‌کند.
در یکی از ماموریتها، گوست داگ یکی از اعضای خانواده مافیایی، فرانک (ریچارد پورتنو) را که با لوئیز، دختر آقای وارگو رئیس خانواده رابطه دارد، به قتل می‌رساند. دستور قتل بوسیله سونی نفر دوم خانواده، که خودش به لوئیز علاقه دارد، و به واسطه لویی به گوست داگ داده می‌شود. اما چون لوئیز گوست داگ را در زمان به قتل رساندن فرانک می‌بیند و از طرفی فرانک توسط فردی خارج از خانواده به قتل رسیده، طبق قانون خانواده قاتل باید کشته شود. اعضای خانواده در نهایت محل زندگی گوست داگ را پیدا می‌کنند و تمامی کبوترهای او را می‌کشند. تا پایان فیلم گوست داگ از تمام اعضای خانواده انتقام می‌گیرد تا جایی که فقط لویی و لوئیز باقی می‌مانند. در سکانس پایانی، لویی در یک رویارویی شبه وسترن و در حالیکه گوست داگ برای احترام به استادش بی‌دفاع در برابر او قرار می‌گیرد، گوست داگ را از پای درمی‌آورد. در سکانس پایانی پرلین دوست کوچک گوست داگ در حال خواندن هاگاکوره است.